# Callipharixenidae
Callipharixenidae es una familia de insectos en el orden Strepsiptera. Estos insectos viven como parásitos de otros insectos.

## Descripción
Solo se conocen las hembras y la primera etapa larval. La hembra adulta es como un saco, el cuerpo frontal (protórax) es algo alargado y plano. Tiene dos pares de respiraciones funcionales (espiráculos) en el tórax y cinco aberturas genitales.

## Distribución
Las especies de esta familia habitan en zonas de Camboya y Tailandia.

## Taxonomía
Hasta que los machos de esta familia sean examinados, la ubicación sistemática es bastante incierta.
- Familia Callipharixenidae
  - Género Callipharixenos Pierce, 1918
    - Callipharixenos muiri Pierce, 1918
    - Callipharixenos siamensis Pierce, 1918